# Алексеј Обмочајев
Алексеј Александрович Обмочајев (рус. Алексей Александрович Обмочаев;  Кисловодск, 22. мај 1989) руски је одбојкаш.

## Каријера
Игра на позицији либера. Освојио је злато на Олимпијским играма у Лондону 2012. године са репрезентацијом Русије, после победе у финалу над Бразилом.
У каријери је углавном наступао за руске клубове као што су Нефтехимик, Зенит Казањ, Динамо Москва, Белогорје и Кузбас. 
Од 2012. до 2016. године био је ожењен руском одбојкашицом Наталијом Гончаровом.

## Успеси
Русија
- медаље
- злато: Олимпијске игре Лондон 2012.